# La Chapelle-en-Juger
La Chapelle-en-Juger és un municipi francès situat al departament de la Manche i a la regió de Normandia. L'any 2007 tenia 661 habitants.

## Demografia

### Població
El 2007 la població de fet de La Chapelle-en-Juger era de 661 persones. Hi havia 232 famílies de les quals 52 eren unipersonals (24 homes vivint sols i 28 dones vivint soles), 60 parelles sense fills, 112 parelles amb fills i 8 famílies monoparentals amb fills.
La població ha evolucionat segons el següent gràfic:
Habitants censats

### Habitatges
El 2007 hi havia 278 habitatges, 245 eren l'habitatge principal de la família, 16 eren segones residències i 17 estaven desocupats. 273 eren cases i 4 eren apartaments. Dels 245 habitatges principals, 184 estaven ocupats pels seus propietaris, 60 estaven llogats i ocupats pels llogaters i 1 estava cedit a títol gratuït; 8 tenien dues cambres, 33 en tenien tres, 57 en tenien quatre i 147 en tenien cinc o més. 196 habitatges disposaven pel capbaix d'una plaça de pàrquing. A 93 habitatges hi havia un automòbil i a 136 n'hi havia dos o més.

### Piràmide de població
La piràmide de població per edats i sexe el 2009 era:
| Homes | Edats   | Dones |
| ----- | ------- | ----- |
| 0     | 95 o +  | 0     |
| 0     | 90 a 94 | 0     |
| 0     | 85 a 89 | 8     |
| 0     | 80 a 84 | 12    |
| 12    | 75 a 79 | 16    |
| 24    | 70 a 74 | 20    |
| 8     | 65 a 69 | 16    |
| 0     | 60 a 64 | 4     |
| 4     | 55 a 59 | 16    |
| 32    | 50 a 54 | 20    |
| 36    | 45 a 49 | 16    |
| 20    | 40 a 44 | 20    |
| 24    | 35 a 39 | 16    |
| 4     | 30 a 34 | 28    |
| 20    | 25 a 29 | 16    |
| 12    | 20 a 24 | 8     |
| 32    | 15 a 19 | 16    |
| 28    | 10 a 14 | 24    |
| 32    | 5 a 9   | 28    |
| 32    | 0 a 4   | 12    |

## Economia
El 2007 la població en edat de treballar era de 442 persones, 329 eren actives i 113 eren inactives. De les 329 persones actives 316 estaven ocupades (169 homes i 147 dones) i 13 estaven aturades (7 homes i 6 dones). De les 113 persones inactives 36 estaven jubilades, 48 estaven estudiant i 29 estaven classificades com a «altres inactius».

### Ingressos
El 2009 a La Chapelle-en-Juger hi havia 249 unitats fiscals que integraven 676,5 persones, la mediana anual d'ingressos fiscals per persona era de 15.462 €.

### Activitats econòmiques
Dels 17 establiments que hi havia el 2007, 2 eren d'empreses alimentàries, 5 d'empreses de construcció, 2 d'empreses de comerç i reparació d'automòbils, 1 d'una empresa d'informació i comunicació, 1 d'una empresa financera, 2 d'empreses de serveis, 2 d'entitats de l'administració pública i 2 d'empreses classificades com a «altres activitats de serveis».
Dels 3 establiments de servei als particulars que hi havia el 2009, 2 eren guixaires pintors i 1 lampisteria.
L'únic establiment comercial que hi havia el 2009 era una fleca.
L'any 2000 a La Chapelle-en-Juger hi havia 37 explotacions agrícoles que ocupaven un total de 969 hectàrees.

## Equipaments sanitaris i escolars
El 2009 hi havia una escola elemental.

## Poblacions més properes
El següent diagrama mostra les poblacions més properes.